# Thalictrum strigillosum
Thalictrum strigillosum är en ranunkelväxtart som beskrevs av William Botting Hemsley. Thalictrum strigillosum ingår i släktet rutor, och familjen ranunkelväxter. Inga underarter finns listade i Catalogue of Life.